# Armand Biyag
Armand Biyag dit l'homme orchestre est un chanteur, musicien, compositeur et arrangeur camerounais. Il est connu de la scène musicale traditionnelle du pays basa'a au Cameroun.

## Biographie

### Enfance, éducation et débuts
Armand Biyag, de son vrai nom Antoine Armand Biyag, est né à Douala au Cameroun dans une famille chrétienne catholique. Il est originaire du pays Bassa. C’est dès l’âge de cinq ans que sa voix se fait remarquer dans la chorale des enfants de chœur de la paroisse Sainte Anne de Nkongmondo dont il est le principal chantre. Passionné de musique, il se lance sur les instruments, notamment le tambour, puis le balafon et le piano. Le football est son autre passion, il joue dans un centre de formation de deuxième division, mais fait rapidement le choix de la musique.
Il s'engage par une formation en musique à la maison des jeunes et des cultures. Il crée le groupe Africase avec l’aide de son formateur Alphonse Touma.

### Carrière musicale
Avec le groupe Africase, Armand Biyag participe au festival Massao, Fomaric, Institut culturel français pendant la fête de la musique. Il organise plusieurs spectacles à la maison des jeunes et des cultures de Douala ainsi qu’au foyer des jeunes à Akwa.
En 2007, il commence à fréquenter les cabarets en tant que spectateur. Un soir, sur la chanson de Henri Dikongue, Bulu, il monte sur le piano et entame ses prestations et l'aventure musicale. Pendant trois ans, il joue dans un piano bar dans son quartier d'enfance. Il y joue sans arrêt de 20h30 à 05h du matin. Ce passage dans cette enseigne lui vaut le pseudonyme de l'homme orchestre,. Au cours de cette période, il accompagne en tant que choriste et pianiste, des artistes tels Belka Tobis, Samy Diko, Ekambi Brillant, Misse Ngoh François.
Son premier album, Mut Binam, sort en 2015, il traite de l’amour du prochain, de la haine et de la jalousie. Le second, Njan, sort en 2016 et porte une projection de sa nouvelle ambition pour la scène internationale. En 2022, son troisième album, Jam on the road, voit le jour,.
En 2018, il est en résidence à la Cité internationale par le biais du programme Visas pour la Création de l’Institut français.

### Style musical et influences
Armand varie entre mandingo, mbalax, rock, jazz et makunè. Il allie technique et émotion sur une musique universelle qui puise dans les rythmes de la forêt Bassa dont il est originaire.

### Entrepreneuriat
Armand est propriétaire d'un studio d'enregistrement Caza Afrika, d'une maison de production Yet Music.

## Discographie

### Collaborations
- 2019: Projet ADNA avec Roger Samnig de X-Maleya, Andy Jemea, Final D de Bantou Posi, création artistique de sept titres pour célébrer le vivre ensemble au Cameroun[7]

### Concerts
- 2022: Institut français du Cameroun à Douala[6]
- 2022: Institut français du Cameroun à Yaoundé[8]
- 2018: Live Roots Music à La Chapelle des Lombards[1]